# Montaure
Montaure est une ancienne commune française située dans le département de l'Eure, en région Normandie, devenue le 1er janvier 2017 une commune déléguée au sein de la commune nouvelle de Terres de Bord.
Les Montaurois y habitent.

## Toponymie
Le nom de la localité est attesté sous les formes Montorio au XIe siècle, Montoire en 1482.

## Histoire
La commune nouvelle de Terres de Bord regroupe les deux communes Montaure et Tostes, qui deviennent des communes déléguées, le 1er janvier 2017. Son chef-lieu se situe à Montaure.

## Politique et administration
| Période          | Période          | Identité               | Étiquette            | Qualité     |
| ---------------- | ---------------- | ---------------------- | -------------------- | ----------- |
| 25 mars 1794     | 24 mars 1795     | Louis Chatel           | nommé par le pouvoir |             |
| 25 mars 1795     | 25 avril 1795    | Alexandre Buhot        | nommé par le pouvoir |             |
| 26 avril 1795    | 20 juin 1795     | Louis Chatel           | nommé par le pouvoir |             |
| 21 juin 1795     | 20 juin 1799     | Adrien Sevestre        | nommé par le pouvoir |             |
| 21 juin 1799     | 24 octobre 1816  | Jean-Baptiste Mouchard | nommé par le pouvoir |             |
| 25 octobre 1816  | 15 novembre 1816 | Frédéric Chatel        | nommé par le pouvoir |             |
| 16 novembre 1816 | 15 février 1831  | Michel Hutrel          | nommé par le pouvoir |             |
| 16 février 1831  | 25 décembre 1837 | Adrien Sevestre        | nommé par le pouvoir |             |
| 26 décembre 1837 | 4 septembre 1843 | Frédéric Heulland      | nommé par le pouvoir |             |
| 5 septembre 1843 | 26 aout 1848     | Basile Buhot           | nommé par le pouvoir |             |
| 27 aout 1848     | 14 avril 1849    | Laurent Mouchard       | nommé par le pouvoir |             |
| 15 avril 1849    | 29 aout 1852     | Marie-Edmond Mirville  | nommé par le pouvoir |             |
| 30 aout 1852     | 27 décembre 1868 | Jean-Baptiste Heulland | nommé par le pouvoir |             |
| 28 décembre 1868 | 13 mai 1871      | Auguste Martin         | nommé par le pouvoir |             |
| 14 mai 1871      | 9 janvier 1874   | Jean-Baptiste Heulland | nommé par le pouvoir |             |
| 9 janvier 1874   | 7 octobre 1876   | Louis Hellot           | nommé par le pouvoir |             |
| 8 octobre 1876   | 20 janvier 1878  | Jean-Baptiste Heulland | nommé par le pouvoir |             |
| 21 janvier 1878  | 22 janvier 1881  | Louis Hellot           | nommé par le pouvoir |             |
| 23 janvier 1881  | 12 février 1881  | François Martin        | nommé par le pouvoir |             |
| 13 février 1881  | 5 juin 1926      | Pierre-Césaire Boutry  |                      |             |
| 6 juin 1926      | 11 novembre 1931 | Emile Micaux           |                      |             |
| 12 novembre 1931 | mai 1945         | Léopold Martin         |                      |             |
| 18 mai 1945      | mars 1965        | André Martin           | Rad.                 | agriculteur |
| mars 1965        | 1973             | Gustave Zurcher        |                      |             |
| 1973             | 13 novembre 2000 | Jean Leloup            | PCF                  |             |
| 14 janvier 2001  | 31 décembre 2016 | Jacky Fleith           | PCF                  | Artisan     |

## Démographie
L'évolution du nombre d'habitants est connue à travers les recensements de la population effectués dans la commune depuis 1793. À partir du 1er janvier 2009, les populations légales des communes sont publiées annuellement dans le cadre d'un recensement qui repose désormais sur une collecte d'information annuelle, concernant successivement tous les territoires communaux au cours d'une période de cinq ans. 
Pour les communes de moins de 10 000 habitants, une enquête de recensement portant sur toute la population est réalisée tous les cinq ans, les populations légales des années intermédiaires étant quant à elles estimées par interpolation ou extrapolation. Pour la commune, le premier recensement exhaustif entrant dans le cadre du nouveau dispositif a été réalisé en 2007,.
En 2014, la commune comptait 1 085 habitants, en évolution de +10,49 % par rapport à 2009 (Eure : +2,66 %, France hors Mayotte : +2,49 %).
| 1793  | 1800  | 1806  | 1821  | 1831  | 1836  | 1841  | 1846  | 1851  |
| ----- | ----- | ----- | ----- | ----- | ----- | ----- | ----- | ----- |
| 1 018 | 1 035 | 1 105 | 1 275 | 1 098 | 1 081 | 1 097 | 1 120 | 1 154 |

| 1856  | 1861  | 1866  | 1872  | 1876  | 1881  | 1886  | 1891 | 1896 |
| ----- | ----- | ----- | ----- | ----- | ----- | ----- | ---- | ---- |
| 1 160 | 1 164 | 1 203 | 1 218 | 1 230 | 1 136 | 1 137 | 963  | 812  |

| 1901 | 1906 | 1911 | 1921 | 1926 | 1931 | 1936 | 1946 | 1954 |
| ---- | ---- | ---- | ---- | ---- | ---- | ---- | ---- | ---- |
| 737  | 642  | 589  | 617  | 665  | 628  | 586  | 648  | 717  |

| 1962 | 1968 | 1975 | 1982 | 1990 | 1999  | 2007 | 2012  | 2014  |
| ---- | ---- | ---- | ---- | ---- | ----- | ---- | ----- | ----- |
| 698  | 677  | 656  | 777  | 990  | 1 073 | 999  | 1 044 | 1 085 |

## Lieux et monuments
- Ancien prieuré,  Inscrit MH (1997)[7].
- Château de Montaure,  Inscrit MH (1990)[8]. Demeure du début du XVIIIe siècle construite en lieu et place d’un château seigneurial du XIe siècle par Odon Stigaud, sénéchal du duc de Normandie, Richard II (grand-père de Guillaume le Conquérant). 
Le château actuel reflète la grâce et l'harmonie des bâtiments de style Louis XV.
Un centre culturel hébergé dans les dépendances propose des événements réguliers :
- Festival des œufs décorés aux Rameaux 
- et à Pâques rassemblant une collection d'œufs de Pâques de tous les pays du monde,
- Les crèches de Noël dans le Monde les week-ends de décembre.
Le parc ainsi que le château peuvent se visiter.
- Croix de cimetière,  Inscrit MH (1954)[9].
- Château de la Garde Châtel[10].

## Personnalités liées à la commune
- Jean-Baptiste Charcot résida dans le prieuré.
- Maurice Emmanuel résida dans le prieuré.